# Kaposkeresztúr
Kaposkeresztúr község Somogy vármegyében, a Kaposvári járásban.

## Fekvése
Kaposvártól keletre fekszik, légvonalban 13, közúton 17 kilométerre.
A közvetlenül határos települések: észak felől Baté, északkelet felől Mosdós, délkelet felől Gödre (Kiskeresztúr), délnyugat felől Hajmás, nyugat felől Szentbalázs, északnyugat felől pedig Kaposhomok.
Bár nincs túl közel a Balaton déli partjához, a település szőlő- és borgazdasági szempontból mégis a Balatonboglári borvidék részét képezi.

### Megközelítése
Zsáktelepülésnek tekinthető, mivel a központja csak a 61-es főútból Baténál délre kiágazó, 65 106-os számú mellékúton érhető el. Közigazgatási területének déli szélét érinti a 66-os főút is, de az a lakott területeiről messze délnyugatra húzódik.
Vasútvonal közvetlenül nem érinti, de északi határszéle közelében húzódik a Dombóvár–Gyékényes-vasútvonal, melynek legközelebbi megállási pontja, Baté vasútállomás a faluba vezető bekötőút vasúti keresztezése közelében, attól pár száz méterre nyugatra található.

## Története
E település vélhetően azonos azzal a Szent-Kereszt nevű községgel, amely a középkorban a pannonhalmi apátság birtoka volt. 
Nevét 1328-ban említették először az oklevelek, ekkor a zselicszentjakabi apát és a Dersfiak nyerték cserébe a pannonhalmi apáttól, 1364-ben azonban visszakerült a pannonhalmi apátság birtokába, miután Siegfried pannonhalmi apát 1358-ban azt állította, hogy még Szent István király adományozta azt az apátságnak. A középkorban Tolna vármegyéhez tartozott, és innen Szent Keresztről származott az 1463-as oklevélben szereplő Keresztúri Pál tolnavármegyei királyi ember is. Az 1660. évi pannonhalmi dézsmaváltságjegyzékben Csobánc várához tartozónak írták. Az 1700-1702. évekbeli összeírás szerint az egyik Keresztúr a Balogh család birtoka, a másik pedig Jankovics Istváné volt. 1715-ben csak 7 háztartást írtak benne össze és ekkor Jankovics István birtoka volt, majd 1726-ban a birtok egyik fele Jankovics Istváné, a másik fele pedig Csoknyay Péteré és Ansfelder Pálé volt, 1733-ban pedig a fele Jankovics István, fele pedig Gyulai Gaal Gábor birtoka volt. 1757-ben Niczky Kristóf és Gaal Gábor birtoka, 1776-ban azonban már az egész helység a gróf Niczky családé volt. A 19. század elején gróf Hugonnay Hugóé, akinek birtokai 1848 után Gyulai Gaal István kezére kerültek, majd az 1900-as évek elején özvegy Kund Béláné Gyulai Gaal Irma volt itt a nagyobb birtokos. 
1843-ban egy nagy tűzvészben majdnem az egész község leégett. 
A 20. század elején Somogy vármegye Kaposvári járásához tartozott.
1910-ben 1107 lakosából 1075 magyar volt. Ebből 1086 római katolikus, 16 izraelita volt.
A régi temető helyén állítólag egy kolostor állt, amely a vöröskeresztes barátoké volt.
A településhez tartozott: Rákó-puszta, melynek régi neve Hugomér volt, valamint Teke, vagy Tékes-puszta és Pusztamező-telep is.

### Hugomér
Rákó-puszta azelőtt Hugomér név alatt volt ismeretes. 1835-ben még önálló jobbágyfalu volt, 130 lakossal és a herceg Esterházy családé, majd 1856-ban már Gyulai Gaal István birtokának írták.

### Tékles
Tékes-puszta 1701-1703 között Balogh András, 1726-ban Jankovics István, Csoknyay Péter és Ansfelder Pál birtokaként volt említve.

## Közélete

### Polgármesterei
- 1990–1994: Csima József (független)[4]
- 1994–1998: Csima József (független)[5]
- 1998–2002: Csima József (független)[6]
- 2002–2006: Csima József (független)[7]
- 2006–2010: Budánné Simonfalvi Katalin (független)[8]
- 2010–2014: Budánné Simonfalvi Katalin (független)[9]
- 2014–2019: Budánné Simonfalvi Katalin (független)[10]
- 2019–2024: Budánné Simonfalvi Katalin (független)[11]
- 2024– : Budánné Simonfalvi Katalin (független)[1]

## Népesség
A település népességének változása:
| Lakosok száma | 342  | 341  | 339  | 314  | 316  | 321  | 318  |
|               | 2013 | 2014 | 2015 | 2021 | 2022 | 2023 | 2024 |

A 2011-es népszámlálás során a lakosok 96,2%-a magyarnak, 18,8% cigánynak, 0,3% horvátnak, 0,3% lengyelnek, 1,3% németnek, 1% románnak mondta magát (3,5% nem nyilatkozott; a kettős identitások miatt a végösszeg nagyobb lehet 100%-nál). A vallási megoszlás a következő volt: római katolikus 85%, református 1%, evangélikus 0,3%, felekezet nélküli 6,7% (6,7% nem nyilatkozott).
2022-ben a lakosság 84,5%-a vallotta magát magyarnak, 24,1% cigánynak, 1,3% németnek, 0,6% lengyelnek, 0,3% ukránnak, 0,3% örménynek, 2,5% egyéb, nem hazai nemzetiségűnek (13,9% nem nyilatkozott; a kettős identitások miatt a végösszeg nagyobb lehet 100%-nál). Vallásuk szerint 56,6% volt római katolikus, 0,9% református, 0,3% izraelita, 0,3% ortodox, 2,2% egyéb keresztény, 1,9% egyéb katolikus, 11,7% felekezeten kívüli (25,9% nem válaszolt).

## Nevezetességei
- Római katolikus temploma - 1911-ben épült